# 鞭栅蛛
鞭栅蛛（学名：Hahnia flagellifera）为栅蛛科栅蛛属的动物。在中国大陆，分布于四川等地，多生活于稻田及沟边杂草。该物种的模式产地在四川。